# 三郷村 (岐阜県養老郡)
三郷村（さんごうむら）は、かつて岐阜県養老郡に存在した村である。
現在の養老郡養老町南部に該当する。
村名は、三つの村が合併したことに由来する。
三郷村が成立したさいは多芸郡の村であったが、郡制施行後、養老郡の村となっている。

## 歴史
- 1875年（明治8年） - 有尾新田と津屋新田が合併し、田村となる。
- 1889年（明治22年）7月1日 - 田村、横屋村、有尾村が合併し発足。
- 1897年（明治30年）4月1日[2] - 郡制に基づき、三郷村を含む多芸郡の大部分[3]と上石津郡が合併し、養老郡になる。
- 1897年（明治30年）4月1日 - 上多度村と合併し、改めて上多度村が発足。同日三郷村廃止。

## 教育
- 悠久義校 1898年に統合され、上多度尋常小学校（現・養老町立上多度小学校）